# 蔷薇瓶子草
蔷薇瓶子草（學名：Sarracenia rosea）为瓶子草属食虫植物。有时其也称为伯克南方瓶子草（Burke's Southern Pitcher Plant）。在其于1999年独立为一个物种前，被鉴定为网纹紫瓶子草的一个变种。其独立为一个物种是基于：蔷薇瓶子草具花茎较短的大型花朵；花瓣为独特的粉红色；捕虫瓶的结构与紫瓶子草之间存在些许差别。一个缺乏红色素的变型已被描述为蔷薇瓶子草黄色变型（S. venosa f. luteola）。
蔷薇瓶子草原产于美国东南部的墨西哥湾沿岸。但该物种的原生地正受到人类活动的破坏。蔷薇瓶子草很容易生长于整个墨西哥湾沿岸各州公路沿岸的排水沟中，尽管这些自然原生地面积较少，但也提供了一个较可持续的原生地。蔷薇瓶子草比瓶子草属的其他物种都更为耐阴。

## 植物学史
1933年，美国植物学家埃德加·T·惠里（Edgar T. Wherry）根据弗兰克·莫顿·琼斯（Frank Morton Jones）1910年于阿拉巴马州西奥多及惠里自己于1932年采集于阿拉巴马州南部的标本，首次发现了紫瓶子草的一个“突变”变型。这些植株与紫瓶子草的区别在于其花瓣为粉红色至白色。埃德加·T·惠里将这些植株带给了费城的园艺学家路易斯·伯克（Louis Burk）。路易斯·伯克在接下来的温室栽培中证实了惠里的描述。埃德加·T·惠里因此将这个变种以路易斯·伯克的名字命名，但这个名称在当时未发表。
1993年，美国植物学家唐纳德·E·施奈尔（Donald Schnell）在新英格兰植物俱乐部的杂志（New England Botanical Club）——《北美杜鹃》（Rhodora）中描述了网纹紫瓶子草（ S. purpurea subsp. venosa）。施奈尔决定将该变种放置于网纹紫瓶子草下，并依据埃德加·T·惠里60年前的建议，将其命名为网纹紫瓶子草伯克变种（S. purpurea subsp. venosa var. burkii），以纪念路易斯·伯克。
1999年，北肯塔基大学生物学教授罗伯特·纳克西（Robert Naczi）及弗雷德里克·W·凯斯（Frederick W. Case）和罗伯塔·B·凯斯（Roberta B. Case）将网纹紫瓶子草伯克变种提升为一个物种，并命名为蔷薇瓶子草。他们整理了紫瓶子草与蔷薇瓶子草之间形态特征的数据，并发现这两者在花茎高度、花瓣大小、瓶盖厚度及捕虫瓶的形态特征都存在差异。综合这些形态特征上的差异及其与紫瓶子草分布范围并不重叠，所以他们三人确认将墨西哥湾具粉红色花瓣的种群独立为一个物种。此外，他们依据《國際植物命名法規》11.2条，重新选择了一个新的种加词——“rosea”。

## 形态特征
蔷薇瓶子草与其他网纹紫瓶子草的区别在于，其花朵的颜色为粉红色，而非通常的红色或暗紫色。部分网纹紫瓶子草伯克变种花朵花瓣的颜色甚至已接近白色。其伞状雌蕊通常为黄绿色。
蔷薇瓶子草的花朵直径较网纹紫瓶子草原变种更大，为5至8厘米。捕虫瓶更接近于球形。瓶盖更显波浪状，两侧向内强烈卷曲。其捕虫瓶颜色较其他网纹紫瓶子草所有变种都更为丰富，可为紫色、红色、粉红色或橙色。

### 蔷薇瓶子草黄色变型
蔷薇瓶子草黄色变型多存在于佛罗里达州和阿拉巴马州。蔷薇瓶子草黄色变型完全缺乏红色素，捕虫瓶和花朵都为黄绿色。除此以外，其与 蔷薇瓶子草无其他差别。